# میتسوبیشی کوردیا
میتسوبیشی کوردیا (Mitsubishi Cordia) خودرویی است که در سال‌های ۱۹۸۲.۰۲ تا ۱۹۹۰تولید شده‌است. 
این خودرو در کلاس خودرو کامپکت قرار گرفته، طراحی آن موتور جلو، خودرو محور جلو و خودرو چهار چرخ محرک بوده است. سیستم جعبه‌دندهٔ آن ۴ دنده به دو صورت خودکار و دستی است.